# Frank Pirard
Frank Pirard (né le 3 avril 1964 à Bréda,) est un coureur cycliste néerlandais, actif durant les années 1980 et 1990.

## Biographie
Chez les amateurs, Frank Pirard remporte notamment une étape du Tour de Bohême en 1983. L'année suivante, il se classe troisième d'une étape du Circuit des Mines. Il passe ensuite professionnel en août 1986 et le reste jusqu'en 1990. Bon sprinteur, il se distingue principalement dans des kermesses belges en obtenant plusieurs victoires et diverses places d'honneur. Il termine par ailleurs troisième d'une étape du Tour d'Armorique en 1987. 
Il quitte finalement les pelotons professionnels à l'âge de vingt-six ans. Son grand frère Frits a lui aussi été coureur cycliste, tout comme sa nièce Christa. 

## Palmarès

### Palmarès amateur
- 1983
  - 6e étape du Tour de Bohême
- 1985
  - 2e du Tour d'Overijssel
- 1986
  - Omloop van de Braakman
  - 2e de l'Omloop der Kempen

### Palmarès professionnel
- 1987
  - Circuit du Pays de Waes
  - Grand Prix Marcel Kint
  - 3e du Grand Prix Betekom
- 1988
  - Omloop van Duin en Polder
  - 3e du Circuit des Ardennes flamandes - Ichtegem
- 1989
  - Circuit du Pays de Waes
  - Textielprijs Vichte
  - 2e des De Drie Zustersteden
- 1990
  - 2e du Samyn